# داموکلس

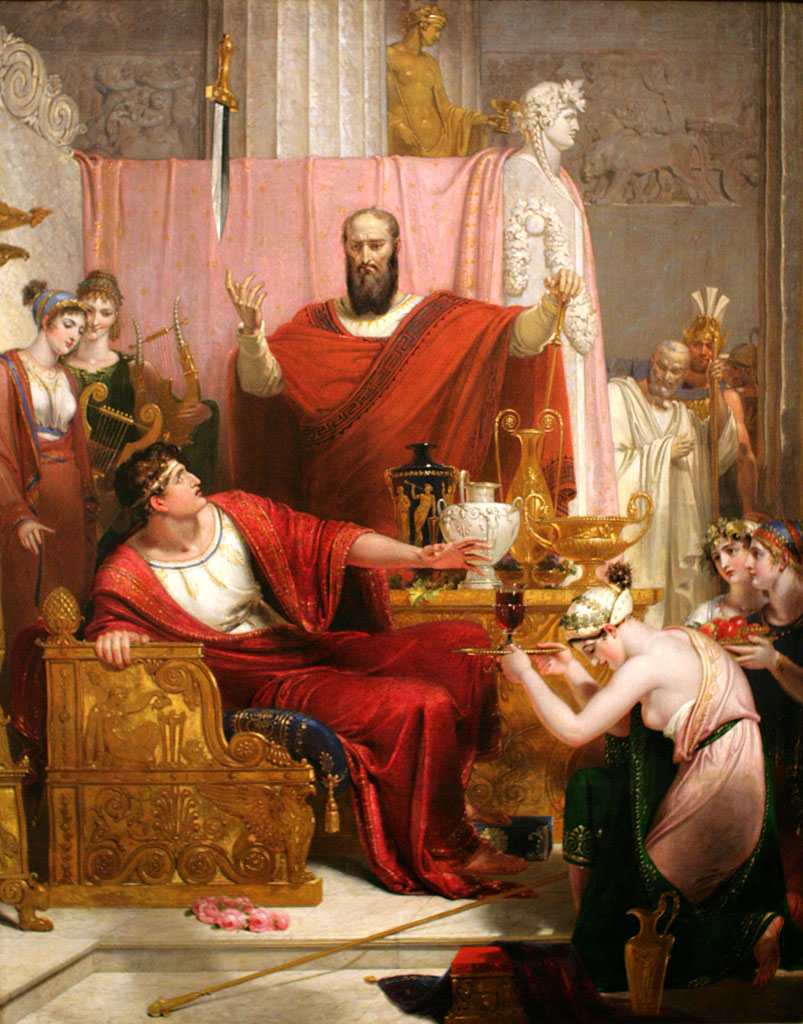
شمشیر داموکلس اثر ریچارد وستال، در این تصویر پسران با دختران جایگزین شده‌اند

داموکلس (زبان یونانی: Δαμοκλῆς / Damocles) شخصیتی است در یک حکایتی اخلاقی متعلق به فرهنگ یونان باستان که اغلب به ماجرای «شمشیر داموکلس» اشاره دارد و کنایه ای است از خطر قریب الوقوع و همیشه حاضر برای کسانی که در موقعیت های قدرت با آن روبرو هستند. 
در واقع شمشیر داموکلس قبل از این که حدود قرن چهار قبل از میلاد به داستان‌های اساطیری یونان بپیوندد، افسانه‌ای با قدمت زیاد بود. ریشه و منشأ بعضی حکایات را نمی‌شود دقیقاً مشخص کرد، ولی می‌توان گفت این حکایت به زمانی برمی‌گردد که انسان از آن‌جا که «انسان» است و خطاکار، نیاز به «دست بالای دست» را احساس کرده است.
داموکلسی که در تمثیل آمده، یک درباری خوش‌زبان و چاپلوس در دربار جبّاری به‌نام دیونیزوس دوم پادشاه سیراکوز در قرن چهارم قبل از میلاد بوده است. داموکلس ادعا می‌کرد که پادشاه، از نظر قدرت و صلاحیت ادارهٔ مملکت، واقعاً مردی خوشبخت و موفق است. پادشاه به او پیشنهاد کرد که آن دو یک روز جایشان را باهم عوض کنند تا داموکلس بتواند خود شخصاً این خوشبختی او را تجربه کند. داموکلس هم با شتاب و اشتیاق بسیار این پیشنهاد پادشاه را قبول کرد.
شامگاه در دربار مجلس شام و ضیافتی ترتیب دادند. داموکلس در آن مجلس از این‌که شاهانه از وی پذیرایی می‌شد احساس رضایت و شعف فراوان می‌کرد.
تنها در لحظات پایان شام و ضیافت بود که داموکلس متوجه شد شمشیر تیزی درست بالای سرش با تار مویی از دم اسب آویزان است. بلافاصله با دیدن شمشیر، طعم خوش غذا و لذت حضور خدمتگذاران زیباروی در دهان و نظرش از بین رفت. پس به سرعت و با دست‌پاچگی از جا برخاست و از پادشاه درخواست کرد به وی اجازه داده شود تا مجلس را ترک کند و در همان حال گفت که دیگر هیچ‌وقت آرزو نخواهد کرد که چنین خوشبخت باشد.

## اصطلاح «شمشیر داموکلس»
در ادبیات سیاسی «شمشیر داموکلس» از این داستان اساطیری گرفته شده که مقصود از آن در مباحث معمولی سیاسی و اجتماعی عبارت است از یک خطر حادّ، یک تهدید دائمی که همیشه موجود است و هر حرکت و واکنشی را دچار مخاطره می‌کند. به عنوان مثال، گفته می‌شود که وابستگی به کشورهای امپریالیستی همچون شمشیر داموکلس استقلال، حق حاکمیت و اقتصاد کشورها را تهدید می‌کند. در این‌جا هم عبارت «شمشیر داموکلس» خطر دائمی و تهدید مداومی را می‌رساند که از جانب انواع مختلف وابستگی، متوجه استقلال اقتصادی و سیاسی آن کشور می‌شود.

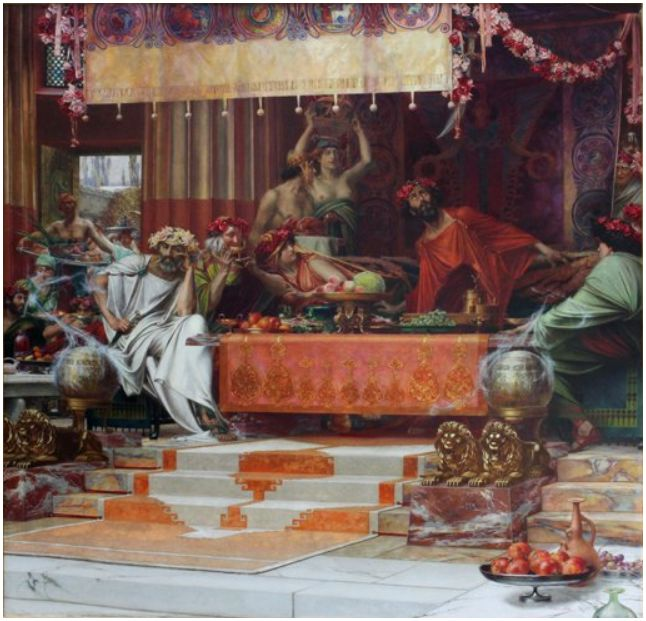
نقاشی داستان داموکلس توسط هنرمند بریتانیایی هربرت گاندی که شامل داموکلس است که توسط خدمتکاران زیبا، غذاهای تجملاتی، طلا و ثروت احاطه شده است و با نگرانی به شمشیری بدون غلاف بالای سر خود خیره شده است.

## تفاسیر متفاوت
منظور سیسرو در داستان شمشیر داموکلس تعابیر بدیلی دارد. سیسرو می گوید: "آیا به نظر نمی رسد دیونیزوس به قدر کافی روشن کرده باشد که هیچ کسی هنگامی که وحشت بر او چیره شده، خوشحال نیست؟" با این تفسیر که کسانی که در موقعیت های قدرت هستند هرگز نمی توانند آرام بگیرند و واقعاً از آن قدرت لذت ببرند.  
برخی این گونه تفسیر و بیان می‌کنند که در نهایت مرگ همه چیز را فرا می‌گیرد، اما تلاش برای شاد بودن و لذت بردن از زندگی با وجود آن وحشت، حیاتی است.  
برخی دیگر این معنی را چیزی شبیه به "کسی را قضاوت نکنید تا زمانی که یک مایل در کفش او راه رفته اید" در نظر می گیرند، زیرا غیرممکن است که بدانید کسی از دیدگاه خود وی با چه چیزی دست و پنجه نرم می کند، حتی اگر زندگی او عالی به نظر برسد. 
از دید ناظر بیرونی همان طور که زندگی شاه دیونیزوس از بیرون برای داموکلس مجلل و بی عیب به نظر می رسید، زندگی دیگران نیز ممکن است آرزویی باشد که فرد آن را داشته باشد.  